# Ancienne église de Saint-André-des-Eaux
L'ancienne église de Saint-André-des-Eaux est une église paroissiale catholique du XIe ou XIIe siècle située dans les Côtes-d'Armor.
Maintenant en ruine, elle abritait des peintures romanes. 

## Localisation
L'église est située dans le département des Côtes-d'Armor, sur la commune de Saint-André-des-Eaux, dans le canton de Lanvallay. 

## Historique
L'église date de la seconde moitié du XIe siècle ou du début du XIIe siècle. Son plan et son architecture témoignent des débuts de l'art roman en Haute Bretagne. Elle aurait été construite au-dessus d'un édifice plus ancien qui aurait été abandonné vers l'an mil (fouilles archéologiques de 2007, 2008 menées par Mathias Dupuis) .
En dehors de ces informations d'ordre archéologique, l'histoire de cette église est méconnue, les textes anciens ne mentionnent que deux faits : Saint-André-des-Eaux était une ancienne enclave de l'évêché de Dol, et probablement une ancienne trève de Plouasne.
L'église fut vendue à la Révolution à Jean Michel, notaire à Evran. 
Sa destruction en 1892 fit apparaître un ensemble de peintures murales datant de l'époque médiévale. Une partie des matériaux de l'église servit à confectionner les murs du cimetière actuel.
L'église est classée monuments historiques depuis le 13 septembre 1990. Le site est dégagé et le bâtiment consolidé en 2008.

## Architecture
L'architecture de l'ancienne église Saint-André est caractéristique des premières églises de l'art roman en Haute-Bretagne (XIe siècle ) : nef et chœur, de plan rectangulaire, séparés par un arc diaphragme (ou arc triomphal) en plein cintre, porte d'entrée sur un des côtés de la nef (pas de porte en façade occidentale), pas de contreforts, clocher à l'extrémité de la nef. Plusieurs églises datant de cette époque disposent d'un plan identique (Église Sainte-Agnès de Tréfumel, ancienne église du Quiou, église du Lou du Lac, église de Saint-Maden, église de Saint-Léger des Prés). 
À Saint-André des Eaux, la nef mesure 12,97 × 5,70 m, le chœur, plus étroit, mesure 5,08 × 4,24 m, proportions respectant le nombre d'or. Les murs gouttereaux de la nef s'élèvent à 8 m, le chœur étant légèrement plus bas. Les murs sont construits de moellons de diverses origines (calcaire, granit, galets de quartz, schiste, fragments de briques, etc.), les encadrements et chaînage d'angles sont constitués essentiellement de granit. 
L'arc diaphragme séparant la nef du chœur, d'une très belle réalisation, en plein cintre, est à double voussure. La porte d'entrée, romane (remaniée à l'époque gothique), est située au sud, elle est constituée d'une double arcade, également plein cintre, surmontée d'un arc en bâtière. Au mur nord du chœur, une porte communiquait avec la sacristie (comme à l'église Sainte-Agnès de Tréfumel). 
L'analyse archéologique du bâtiment montre que le clocher, postérieur à la construction de l'église, reposait sur une architecture en bois à proximité immédiate de l'arc diaphragme (architecture analogue à celle de l'église Sainte-Agnès de Tréfumel) 
Un porche fut ajouté au XVe ou XVIe siècle, il portait l'inscription « Mil iiii cccc IX IX (1418) ce chap. a este fet neuf, ».

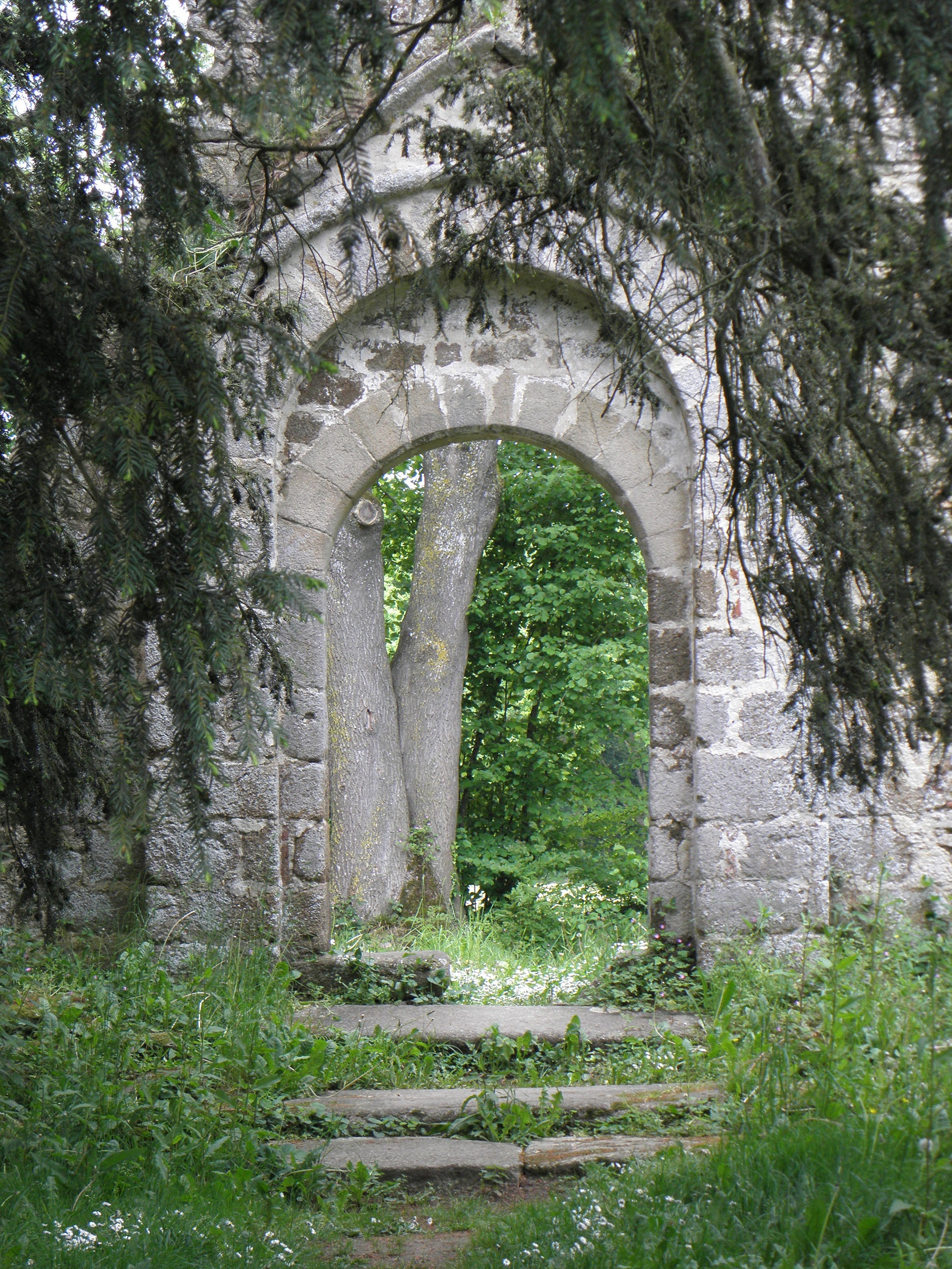
Porte romane au sud, double voussure surmontée d'un arc en bâtière.
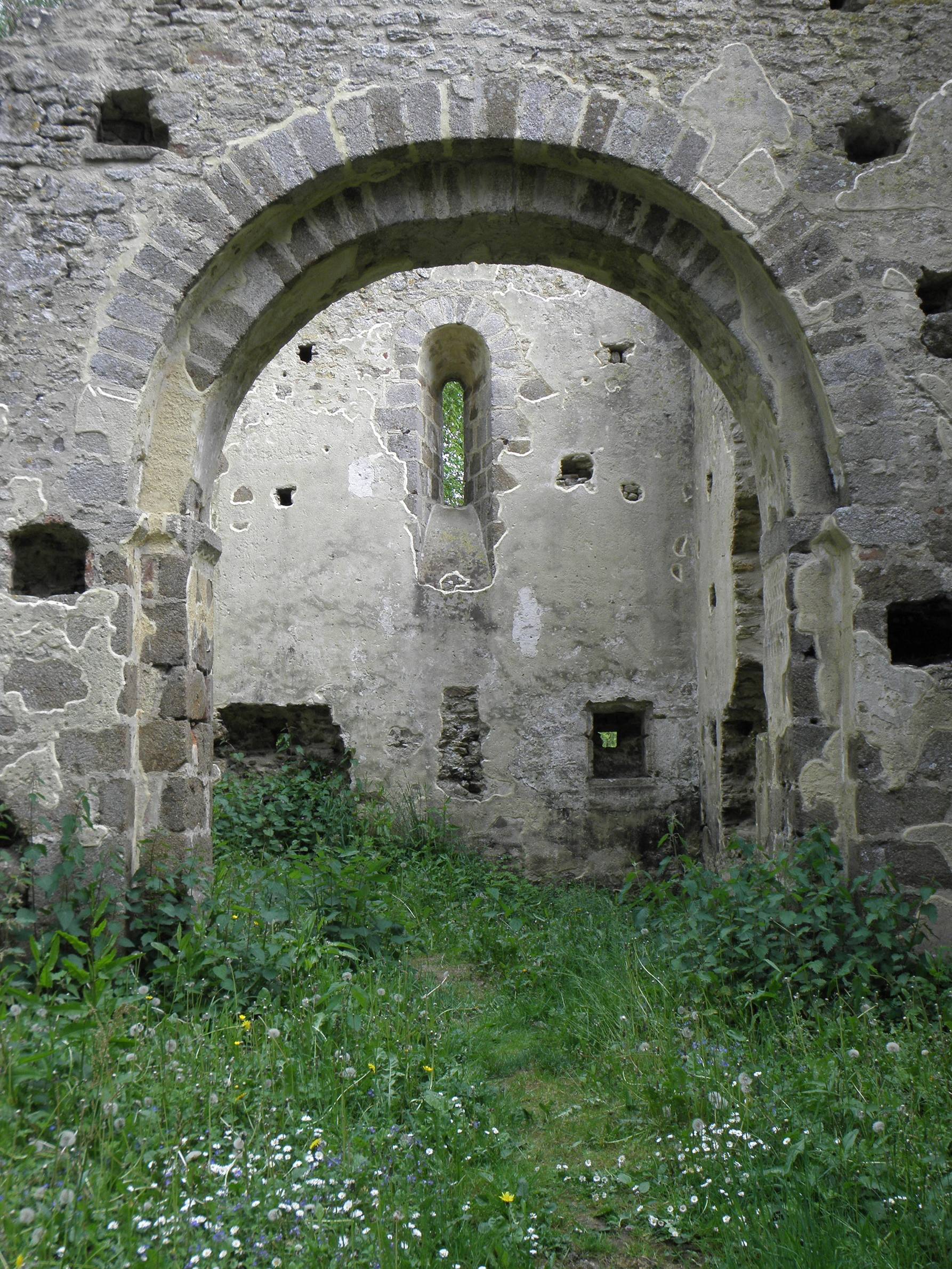
Arc diaphragme entre la nef et le chœur.
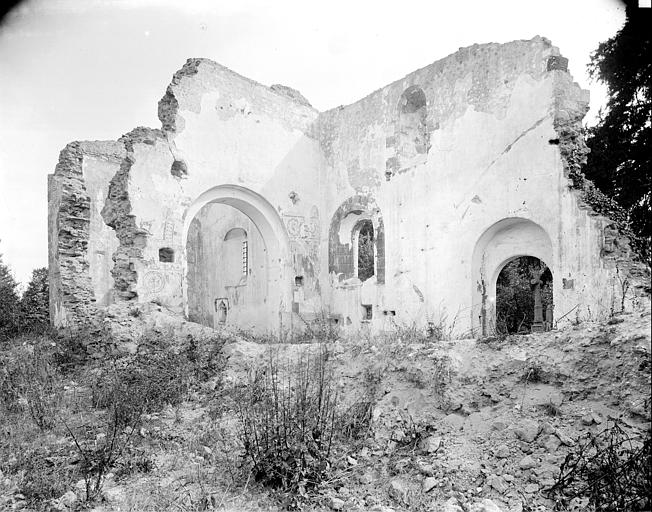
L'église au début du XIXe siècle.

La nef était éclairée, dans sa partie haute, par des fenêtres en meurtrières largement ébrasées à l'intérieur (époque romane), une fenêtre identique occupe le chevet plat. Le linteau surplombant chacune de ces fenêtres romanes est monolithe et incisé de faux claveaux.
Des fenêtres basses furent rajoutées à l'époque gothique et à l'époque moderne. La sacristie, maintenant détruite, avait été construite en 1696.    

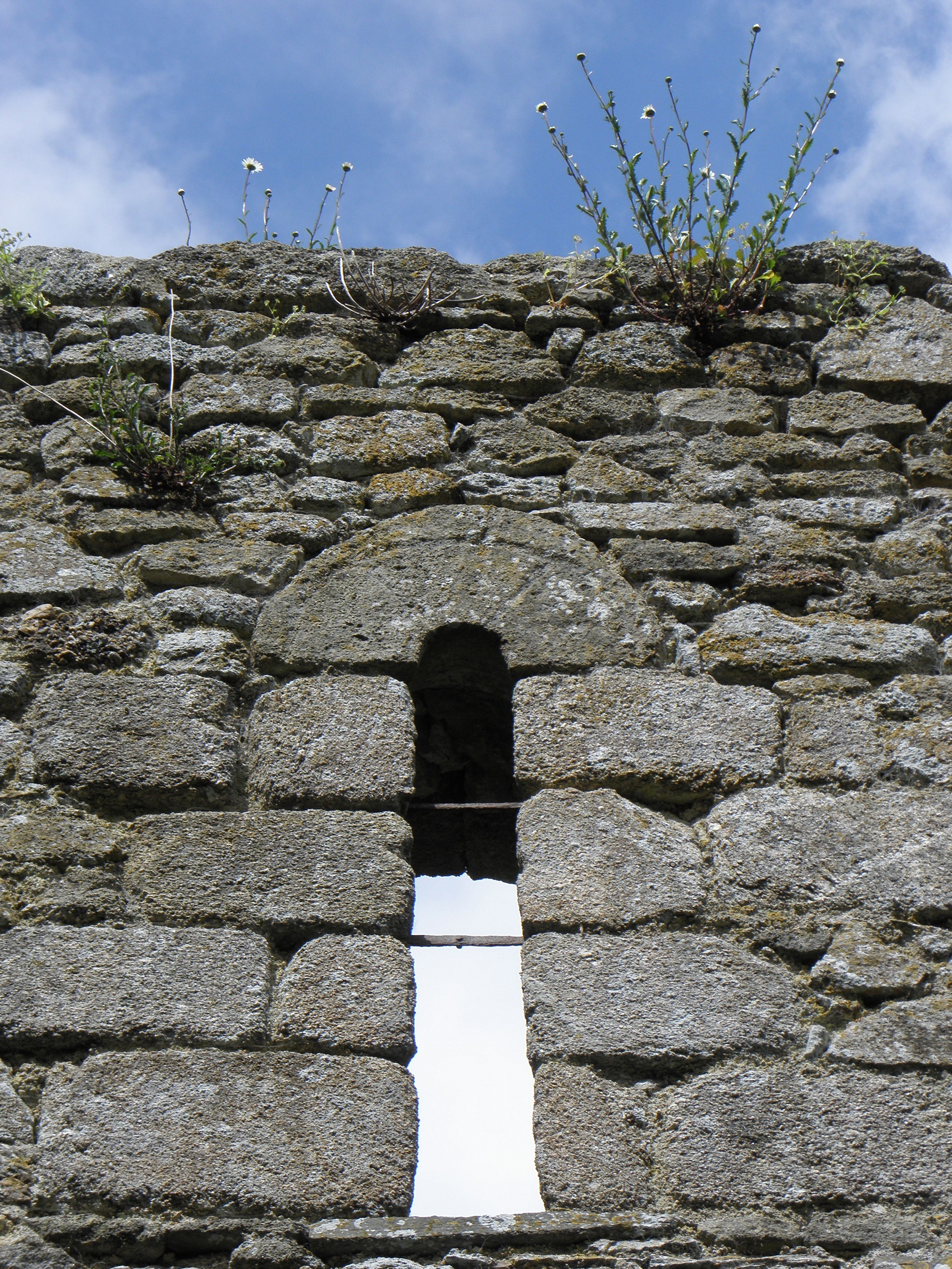
Fenêtre romane en haut du mur sud de la nef.
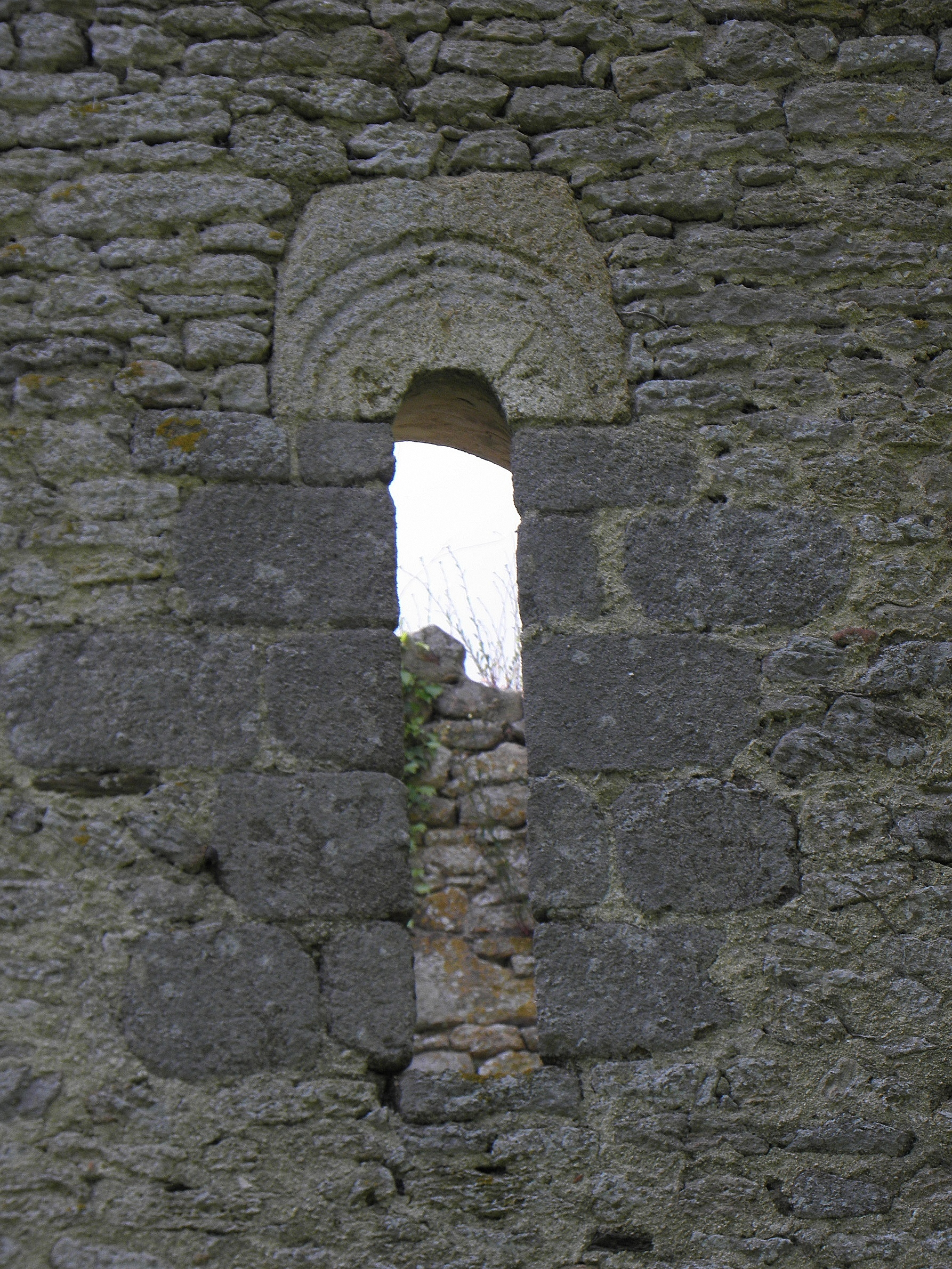
Fenêtre romane au chevet.
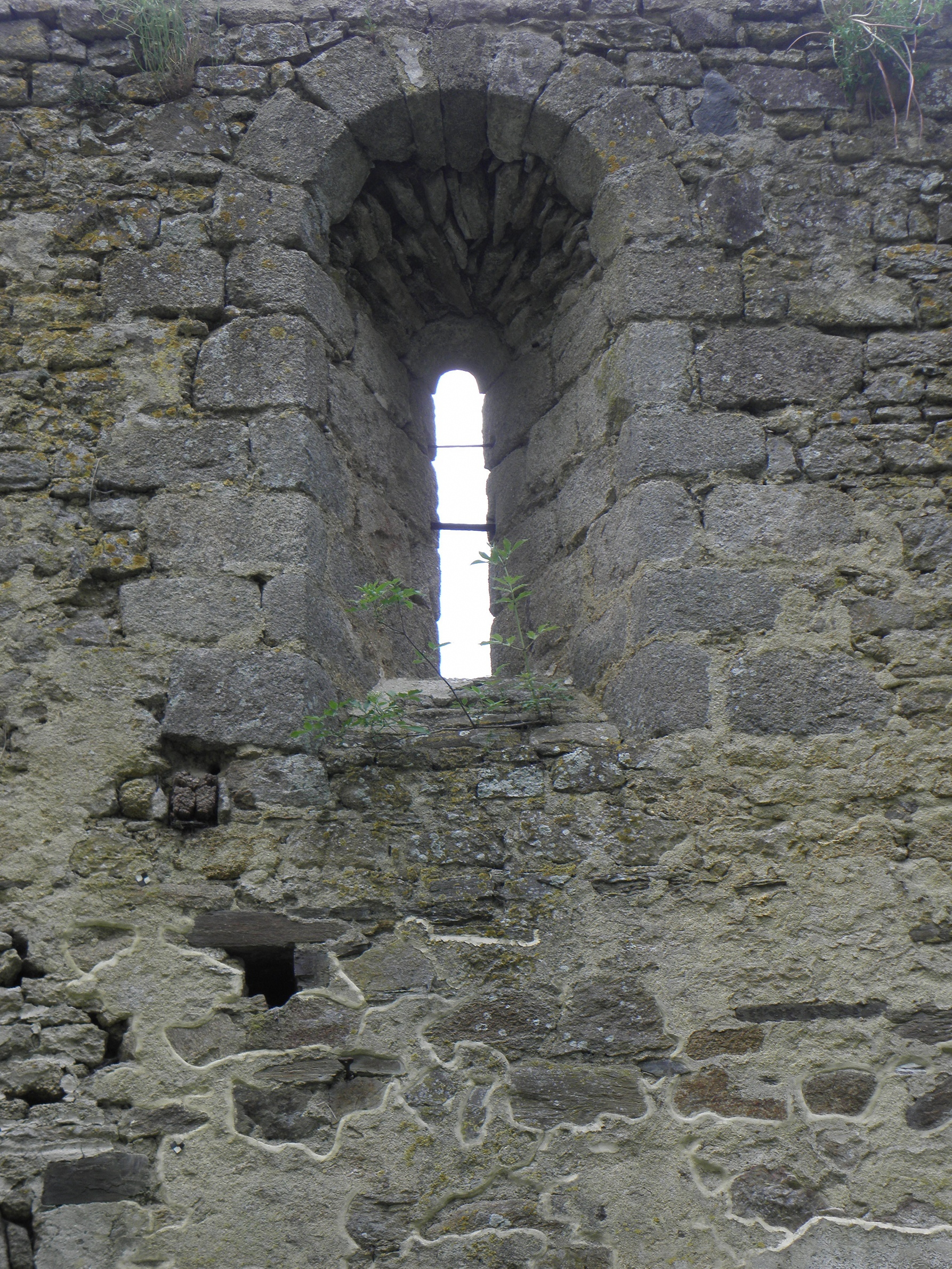
Fenêtre romane du chevet fortement ébrasée.
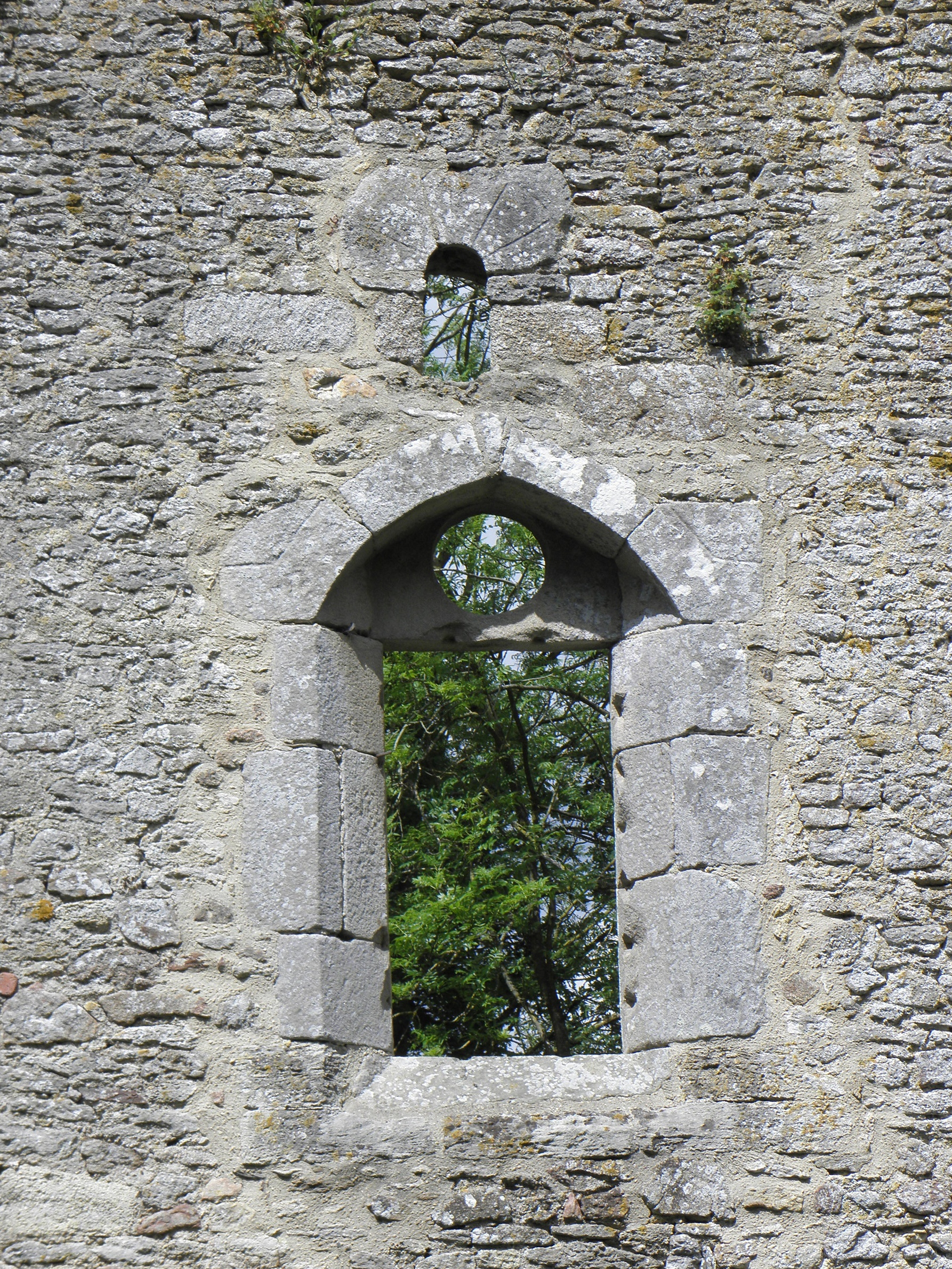
Fenêtre gothique en partie basse du mur sud du chœur.
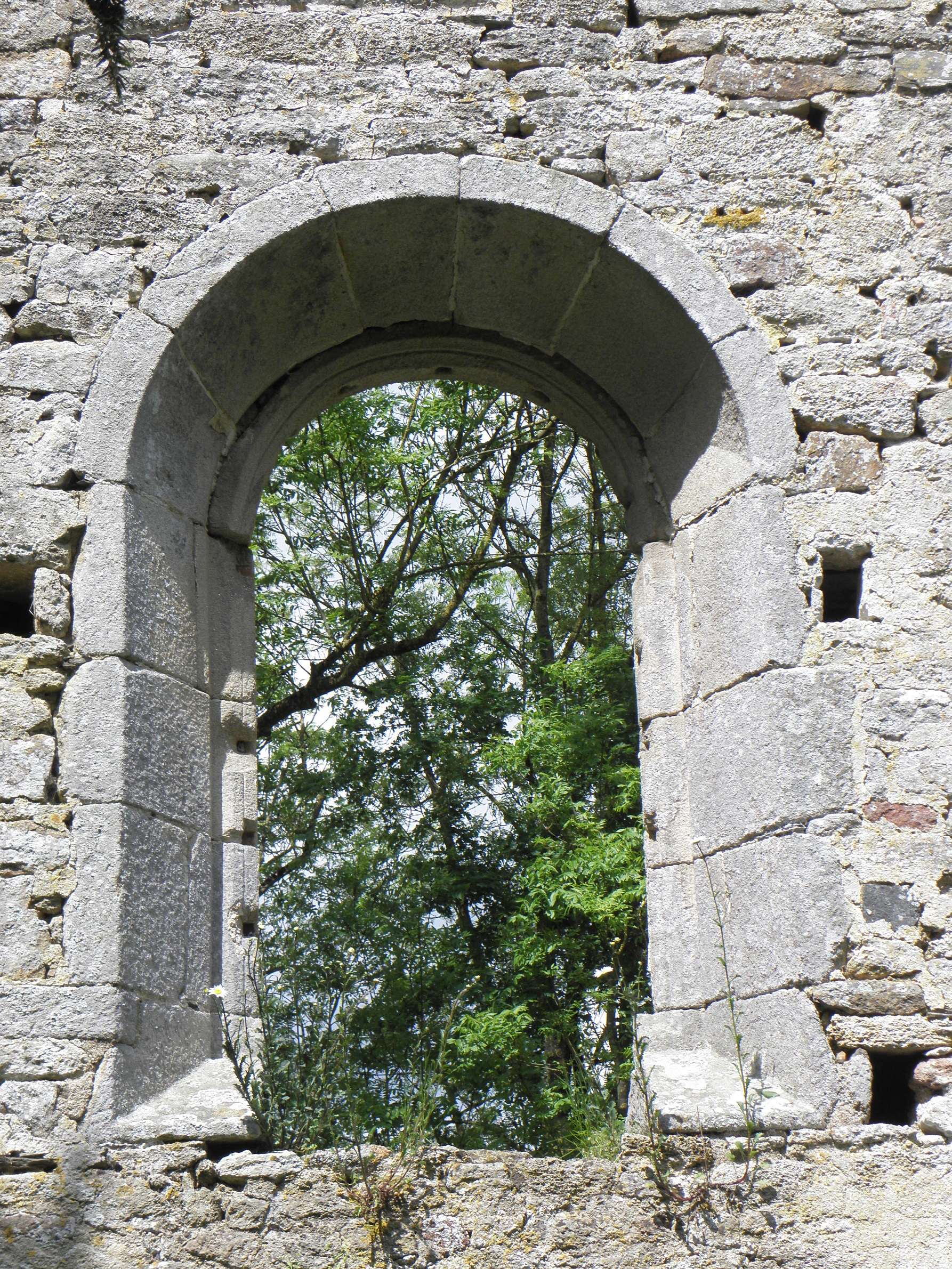
Fenêtre moderne en partie basse du mur sud de la nef.

## Peintures murales
Les peintures murales, soumises aux intempéries depuis que l'église est abandonnée et tombée en ruine ont presque disparu. Il n'en reste plus que quelques lambeaux dans l'édifice actuel. Le musée des Monuments français en avait fait faire des photographies et des relevés aquarellés par Charles Chauvet au début du XXe siècle (1916).
Selon l'analyse archéologique, les premières peintures murales dateraient de la même époque que le bâtiment lui-même. Elles ont été peintes à fresque ou à sec sur un mortier de couleur beige. Les motifs géométriques peints s'inspirent d'éléments architecturaux à l'abord des ouvertures. De part et d'autre de l'arc diaphragme (côté nef) et sous celui-ci, les motifs associent motifs circulaires, dents de scie, losanges, et feuilles de fougères. Ce sont les seuls décors qui ont résisté aux intempéries. Une reconstitution de ce décor est visible dans l'article de M. Dupuis dans le Bulletin monumental.
Ce premier décor a été recouvert ensuite par la Crucifixion (œuvre disparue),,. La scène est surplombée par une représentation symbolique de la lune et du soleil. Y figurent saint Jean, la Vierge Marie et deux autres personnages : le centurion perçant le flanc du christ et le porte-éponge, selon Mathias Dupuis. Cette œuvre, proche des crucifixions romanes du Val de Loire, pourrait être datée entre la fin du XIIe siècle et le début du XIIIe siècle. L'aspect allongé des visages et le drapé des vêtements rapprochent notamment cette œuvre des peintures romanes de Saint-Aignan datées de 1200.
Les murs auraient ensuite été recouverts par deux autres campagnes de peinture, l'une à l'époque moderne et la dernière au XIXe siècle. Elles représentent des motifs architecturaux simples imitant un appareillage de maçonnerie (faux appareil).

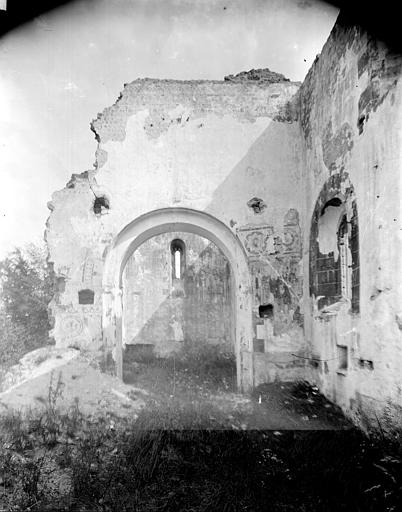
Peinture murale au sud de l'arc diaphragme, côté nef.
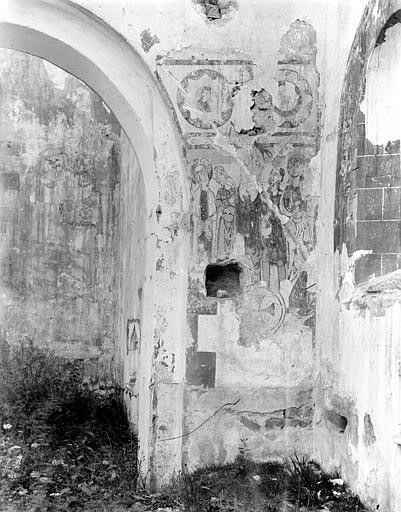
Peinture murale au sud de l'arc diaphragme, côté nef.
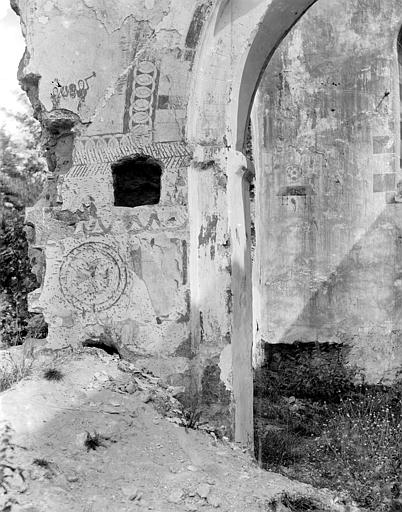
Peinture murale au nord de l'arc diaphragme, côté nef.
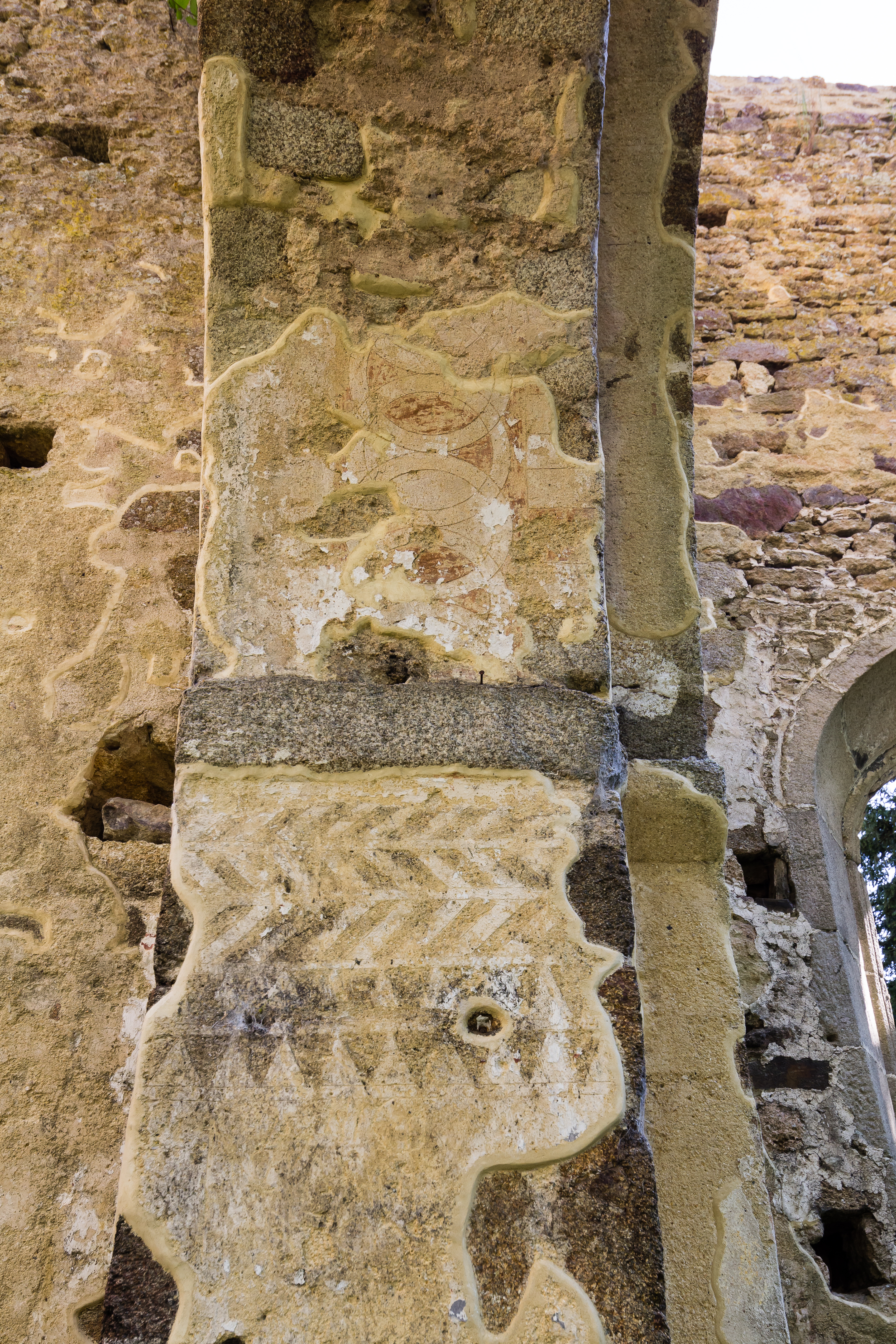
Vestiges de peinture sous l'arc diaphragme.